# Ruperra Castle
Ruperra Castle eller Rhiwperra Castle er en herregård i borgstil fra 1600-tallet, der ligger i Lower Machen i  county boroughet Caerphilly, Wales. 
Den blev opført i 1626 af Sir Thomas Morgan. Under anden verdenskrig blev bygningen overtaget af British Army, og den brændte. Herefter fik den lov at forfalde, og den fremstår i dag som en ruin.
Ruperra Castle er en Listed building af anden grad og Scheduled Ancient Monument.